# Пам'ятки історії Хмельницького району
У Хмельницькому районі Хмельницької області згідно з даними управління культури, туризму і курортів Хмельницької облдержадміністрації перебуває 99 пам'яток історії. Єдиною пам'яткою, пов'язаною з діяльністю українського діяча є будинок, в якому вчителював Л. І. Глібов, однак ця пам'ятка зруйнована. 97 пам'яток увічнюють пам'ять переможців у радянсько-німецькій війні.
| № пп | Охорон. номер | Найменування                                                                                         | Місцезнаходження                                         | Рік встановлення         | Автор                   |
| ---- | ------------- | --- | -------------------------------------------------------- | ------------------------ | ----------------------- |
| 1    | 1332          | Пам'ятний знак на честь воїнів-односельчан                                                           | с. Андрійківці                                           | 1969                     | місцеві майстри         |
| 2    | 1333          | Пам'ятний знак на честь воїнів-односельчан                                                           | с. Антонівка                                             | 1966                     | Львівська КСФ           |
| 3    | 1295          | Братська могила радянських воїнів                                                                    | с. Аркадіївці                                            | 1957                     | Львівська КСФ           |
| 4    | 2346          | Пам'ятний знак на честь воїнів-односельчан                                                           | с. Бахматівці                                            | 1977                     | Львівська КСФ           |
| 5    | 1296          | Братська могила радянських воїнів                                                                    | с. Бахматівці, вул. Дружби народів                       | 1957                     | Львівська КСФ           |
| 6    | 2020          | Пам'ятний знак на честь воїнів-односельчан                                                           | с. Везденьки, вул. Центральна, 17                        | 1970                     | Житомирські ХМ          |
| 7    | 1944          | Меморіальний комплекс: пам'ятний знак на честь воїнів-односельчан; братська могила радянських воїнів | с. Велика Калинівка                                      | 1965, 1987               | Львівська КСФ           |
| 8    | 1297          | Братська могила радянських воїнів                                                                    | с. Вовча Гора, вул. Паркова                              | 1966                     | Львівська КСФ           |
| 9    | 1334          | Пам'ятний знак на честь воїнів-односельчан                                                           | с. Водички, вул. Подільська, 17                          | 1969                     | місцеві майстри         |
| 10   | 2017          | Братська могила танкістів                                                                            | с. Водички, кладовище                                    | 1957                     | місцеві майстри         |
| 11   | 2015          | Могила гвардії капітана А. Ф. Малухіна                                                               | с. Водички, кладовище                                    | 1959                     | місцеві майстри         |
| 12   | 2018          | Могила старшого лейтенанта Сторожука                                                                 | с. Водички, кладовище                                    | 1956                     | місцеві майстри         |
| 13   | 1321          | Братська могила радянських воїнів                                                                    | с. Волиця, на розі вул. Центральної і Гагаріна           | 1957                     | Львівська КСФ           |
| 14   | 1335          | Пам'ятний знак на честь воїнів-земляків                                                              | с. Гвардійське, вул. Соборна, 45                         | 1966                     | місцеві майстри         |
| 15   | 220017-Н      | Геодезичний пункт дуги Струве — «Фельштин»                                                           | 1 км на південь від с. Гвардійське                       | 2003                     | місцеві майстри         |
| 16   | 1298          | Братська могила радянських воїнів                                                                    | с. Гвардійське, вул. Соборна, 63                         | 1951                     | Львівська КСФ           |
| 17   | 1299          | Братська могила жертв фашизму                                                                        | 2 км на північ від с. Гелетинці, в лісі                  | 1967, заміна 1982        | місцеві майстри         |
| 18   | 1336          | Пам'ятний знак на честь воїнів-односельчан                                                           | с. Гелетинці, вул. Центральна, 56                        | 1966                     | Львівська КСФ           |
| 19   | 1329          | Могила радянського воїна                                                                             | с. Гелетинці, 231 км дороги Львів — Хмельницький         | 1967                     | місцеві майстри         |
| 20   | 1300          | Меморіальний комплекс: пам'ятний знак на честь воїнів-односельчан; братська могила радянських воїнів | с. Гнатівці, вул. Перемоги, 11                           | 1960                     | Львівська КСФ           |
| 21   | 1337          | Пам'ятний знак на честь воїнів-односельчан                                                           | с. Грузевиця                                             | 1969, заміна стел 2008   | Львівська КСФ           |
| 22   | 2068          | Могила І. Ф. Редкодубського                                                                          | с. Грузевиця, кладовище                                  | 1950                     | місцеві майстри         |
| 23   | 2016          | Могила А. К. Стрелка                                                                                 | с. Грузевиця, кладовище                                  | 1974                     | місцеві майстри         |
| 24   | 1338          | Пам'ятний знак на честь воїнів-односельчан                                                           | с. Давидківці, вул. Московська                           | 1965                     | Львівська КСФ           |
| 25   | 1301          | Братська могила радянських воїнів                                                                    | с. Давидківці, на розі вул. Гавришка і Островського      | 1964, заміна 2007        | Львівська КСФ           |
| 26   | 2349          | Братська радянських воїнів                                                                           | 50 м на схід від с. Давидківці                           | 1987                     | місцеві майстри         |
| 27   | 2350          | Місце загибелі Героя Радянського Союзу Л. Л. Шестакова                                               | 2 км на північний схід від с. Давидківці                 | 1966                     | місцеві майстри         |
| 28   | 1302          | Меморіальний комплекс: пам'ятний знак на честь воїнів-односельчан; братська могила радянських воїнів | с. Доброгорща, вул. Перемоги, 92                         | 1986, 1954               | Львівська КСФ           |
| 29   | 1339          | Пам'ятний знак на честь воїнів-односельчан                                                           | с. Жучківці                                              | 1967                     | Львівська КСФ           |
| 30   | 1945          | Пам'ятний знак на честь воїнів-односельчан                                                           | с. Іванківці, вул. Левицького, 1                         | 1983                     | Львівська КСФ           |
| 31   | 1304          | Братська могила радянських воїнів                                                                    | с. Іванківці, кладовище                                  | 1968                     | Хмельницький завод ЗБК  |
| 32   | 2351          | Братська могила жертв фашизму                                                                        | с. Карпівці, вул. Хмельницька                            | 1947                     | місцеві майстри         |
| 33   | 220018-Н      | Геодезичний пункт дуги Струве — «Катеринівка»                                                        | 1 км на північ від с. Катеринівка                        | 2003                     | місцеві майстри         |
| 34   | 1340          | Пам'ятний знак на честь воїнів-односельчан                                                           | с. Катеринівка, вул. Центральна, 77                      | 1966                     | Львівська КСФ           |
| 35   | 1305          | Братська могила радянських воїнів                                                                    | с. Климашівка, вул. Радянська, 26                        | 1967                     | Львівська КСФ           |
| 36   | 1342          | Пам'ятний знак на честь воїнів-односельчан                                                           | с. Колибань                                              | 1964                     | місцеві майстри         |
| 37   | 1343          | Пам'ятний знак на честь воїнів-односельчан                                                           | с. Копистин                                              | 1967                     | Львівська КСФ           |
| 38   | 1946          | Пам'ятний знак на честь воїнів-односельчан                                                           | с. Лапківці                                              | 1984                     | Львівська КСФ           |
| 39   | 2025          | Пам'ятний знак на честь воїнів-односельчан                                                           | с. Лісові Гринівці                                       | 1975                     | місцеві майстри         |
| 40   | 1307          | Братська могила радянських воїнів                                                                    | с. Лісові Гринівці, вул. Хмельницька, 44                 | 1949                     | Львівська КСФ           |
| 41   | 1294          | Братська могила радянських воїнів                                                                    | с. Малашівці, вул. Центральна, 1                         | 1956, реконстр. 2008     | Львівська КСФ           |
| 42   | 1344          | Пам'ятний знак на честь воїнів-односельчан                                                           | с. Малиничі, вул. Центральна                             | 1964                     | Львівська КСФ           |
| 43   | 1308          | Братська могила радянських воїнів                                                                    | с. Малиничі, вул. Центральна                             | 1956, заміна 2007        | Львівська КСФ           |
| 44   | 2021          | Пам'ятний знак на честь воїнів-односельчан                                                           | с. Малі Орлинці, вул. Центральна                         | 1969                     | Житомирські ХМ          |
| 45   | 2019          | Пам'ятний знак на честь воїнів-односельчан                                                           | с. Манилівка, вул. Центральна                            | 1972                     | Житомирські ХМ          |
| 46   | 1328          | Могила воїна Червоної армії                                                                          | с. Мартинівка, 17 км дороги Хмельницький — Чорний Острів | 1957                     | місцеві майстри         |
| 47   | 1345          | Пам'ятний знак на честь воїнів-односельчан                                                           | с. Масівці, вул. Центральна, 49                          | 1968                     | Львівська КСФ           |
| 48   | 1310          | Братська могила жертв фашизму                                                                        | с. Мацьківці, на території облптахопрому                 | 1967                     | місцеві майстри         |
| 49   | 1309          | Братська могила радянських воїнів                                                                    | с. Мацьківці, вул. Садова, 31                            | 1957, реконструкція 2007 | Львівська КСФ           |
| 50   | 2045          | Братська могила радянських воїнів                                                                    | с. Миколаїв, вул. Жовтнева, 51                           | 1955, реконструкція 2006 | Львівська КСФ           |
| 51   | 1346          | Пам'ятний знак на честь воїнів-односельчан                                                           | с. Моломолинці, на розі вул. Набережної і Центральної    | 1966                     | місцеві майстри         |
| 52   | 1312          | Братська могила радянських воїнів                                                                    | с. Моломолинці, на розі вул. Набережної і Центральної    | 1960                     | Львівська КСФ           |
| 53   | 2027          | Могила радянського воїна                                                                             | с. Моломолинці, на розі вул. Набережної і Центральної    | 1979                     | місцеві майстри         |
| 54   | 1313          | Братська могила радянських воїнів                                                                    | с. Немичинці, вул. Жовтнева, 36                          | 1955                     | Львівська КСФ           |
| 55   | 1348          | Пам'ятний знак на честь воїнів-односельчан                                                           | с. Нижчі Вовківці                                        | 1967                     | місцеві майстри         |
| 56   | 1314          | Братська могила радянських воїнів                                                                    | с. Нижчі Вовківці                                        | 1953                     | Львівська КСФ           |
| 57   | 2353          | Пам'ятний знак на честь воїнів-односельчан                                                           | східна околиця с. Олешин                                 | 1987                     | Київське ХВО «Художник» |
| 58   | 1315          | Братська могила радянських воїнів                                                                    | с. Олешин, вул. Центральна, 18                           | 1950, заміна 2007        | Львівська КСФ           |
| 59   | 1939          | Пам'ятний знак на честь воїнів-односельчан                                                           | с. Осташки, вул. Центральна                              | 1968                     | Хмельницькі ХВМ         |
| 60   | 1940          | Пам'ятний знак на честь воїнів-односельчан                                                           | с. Пархомівці, вул. Центральна, 88                       | 1982                     | Київське ХВО «Художник» |
| 61   | 1316          | Братська могила радянських воїнів                                                                    | с. Пархомівці, вул. Центральна, 88                       | 1956                     | Львівська КСФ           |
| 62   | 1349          | Пам'ятний знак на честь воїнів-односельчан                                                           | с. Пашківці, кладовище                                   | 1967                     | місцеві майстри         |
| 63   | 1317          | Братська могила радянських воїнів                                                                    | с. Пашківці, вул. Центральна, 24                         | 1969                     | Львівська КСФ           |
| 64   | 1941          | Пам'ятний знак на честь воїнів-односельчан                                                           | с. Педоси, вул. Л. Українки, 1                           | 1982                     | місцеві майстри         |
| 65   | 2022          | Пам'ятний знак на честь воїнів-односельчан                                                           | с. Печеськи, вул. Миру, 18                               | 1980                     | Хмельницькі ХВМ         |
| 66   | 1319          | Братська могила радянських воїнів                                                                    | с. Печеськи, кладовище                                   | 1958                     | місцеві майстри         |
| 67   | 1318          | Братська могила радянських воїнів                                                                    | с. Печеськи, вул. Миру, 32                               | 1967                     | Львівська КСФ           |
| 68   | 1320          | Братська могила радянських воїнів                                                                    | с. Пирогівці, вул. Центральна, 61                        | 1956                     | Львівська КСФ           |
| 69   | 1350          | Пам'ятний знак на честь воїнів-односельчан                                                           | с. Польові Гринівці                                      | 1965                     | Львівська КСФ           |
| 70   | 1351          | Пам'ятний знак на честь воїнів-односельчан                                                           | с. Райківці, вул. Подільська, 69                         | 1969                     | Львівська КСФ           |
| 71   | 1322          | Братська могила радянських воїнів                                                                    | с. Райківці, вул. Подільська, 71/2                       | 1955                     | Львівська КСФ           |
| 72   | 2023          | Пам'ятний знак на честь воїнів-односельчан                                                           | с. Редвинці, вул. Комсомольська                          | 1980                     | Хмельницькі ХВМ         |
| 73   | 1352          | Братська могила радянських воїнів                                                                    | с. Редвинці, вул. Комсомольська                          | 1966                     | Львівська КСФ           |
| 74   | 1353          | Пам'ятний знак на честь воїнів-односельчан                                                           | с. Рижулинці, вул. Молодіжна, 6                          | 1967                     | місцеві майстри         |
| 75   | 1354          | Пам'ятний знак на честь воїнів-односельчан                                                           | с. Рідкодуби, вул. Мурого, 1                             | 1967                     | Львівська КСФ           |
| 76   | 1355          | Пам'ятний знак на честь воїнів-односельчан                                                           | с. Розсоша, біля школи                                   | 1967                     | місцеві майстри         |
| 77   | 1942          | Пам'ятник вихованцям дитячого будинку                                                                | с. Розсоша, територія школи-інтернату                    | 1951                     | Хмельницькі ХВМ         |
| 78   | 1323          | Братська могила радянських воїнів                                                                    | с. Розсоша, біля школи                                   | 1953                     | Львівська КСФ           |
| 79   | 2356          | Братська могила радянських воїнів                                                                    | с. Розсоша, територія школи-інтернату                    | 1956                     | Львівська КСФ           |
| 80   | 1330          | Могила радянського воїна                                                                             | с. Ружичанка, будинок культури                           | 1956                     | Львівська КСФ           |
| 81   | 1357          | Пам'ятний знак на честь воїнів-односельчан                                                           | с. Ставчинці                                             | 1971                     | Львівська КСФ           |
| 82   | 1358          | Пам'ятний знак на честь воїнів-односельчан                                                           | с. Стуфчинці, вул. 9 Травня                              | 1968                     | Львівська КСФ           |
| 83   | 1325          | Братська могила радянських воїнів                                                                    | с. Стуфчинці, біля школи                                 | 1950                     | Львівська КСФ           |
| 84   | 2028          | Братська могила радянських воїнів                                                                    | с. Стуфчинці, кладовище                                  | 1972                     | місцеві майстри         |
| 85   | 1359          | Пам'ятний знак на честь воїнів-односельчан                                                           | с. Терешівці, вул. Центральна, 80                        | 1970                     | Львівська КСФ           |
| 86   | 1326          | Братська могила радянських воїнів                                                                    | с. Терешівці, вул. Центральна, 80                        | 1956                     | Львівська КСФ           |
| 87   | 2026          | Могила радянського воїна Червоної Армії                                                              | с. Тиранівка, вул. Центральна, 18/1                      | 1985, заміна 2006        | місцеві майстри         |
| 88   | 2024          | Братська могила радянських воїнів                                                                    | с. Тиранівка, кладовище                                  | 1985                     | місцеві майстри         |
| 89   | 1360          | Пам'ятний знак на честь воїнів-земляків                                                              | с. Чабани, вул. Центральна, 7                            | 1965                     | місцеві майстри         |
| 90   | 1327          | Братська могила радянських воїнів                                                                    | с. Чабани, вул. Центральна, 7                            | 1956                     | Львівська КСФ           |
| 91   | 1361          | Пам'ятний знак на честь воїнів-односельчан                                                           | с. Черепівка, вул. Трублаїні, 15                         | 1969                     | Львівська КСФ           |
| 92   | 1362          | Пам'ятний знак на честь воїнів-односельчан                                                           | с. Черепова, провул. Центральний, 2                      | 1967                     | Львівська КСФ           |
| 93   | 1364          | Будинок, в якому працював вчителем український поет-байкар Л. І. Глібов, зруйнований                 | смт Чорний Острів, вул. Жовтнева, 19-а                   | XIX ст. 1999             | місцеві майстри         |
| 94   | 1365          | Пам'ятник трудової діяльності                                                                        | смт Чорний Острів, вул. Першотравнева, 36                | 1967                     | місцеві майстри         |
| 95   | 2362          | Пам'ятний знак на честь воїнів-односельчан                                                           | с. Шаровечка                                             | 1974, заміна 2008        | Львівська КСФ           |
| 96   | 1331          | Могила радянського воїна А. В. Сапунова                                                              | с. Шаровечка, кладовище                                  | 1968                     | місцеві майстри         |
| 97   | 2361          | Могила радянського воїна                                                                             | с. Шаровечка, кладовище                                  | 1969                     | місцеві майстри         |
| 98   | 1303          | Братська могила радянських воїнів                                                                    | с. Шпичинці, вул. Б. Хмельницького, 52                   | 1952                     | Львівська КСФ           |
| 99   | 1943          | Пам'ятний знак на честь воїнів-односельчан                                                           | с. Шумівці                                               | 1973                     | Львівська КСФ           |
|      |               | |                                                          |                          |                         |